# Brzezina (Tatry)
Brzezina (słow. Brezina, 928 m) – niskie wzniesienie u południowego podnóża Tatr Zachodnich, stanowiące zakończenie południowego grzbietu Keczki opadającego do Kotliny Liptowskiej w miejscowości Żar. Dawniej wzniesienie to miało też nazwę Hora. Na polskiej mapie opisane jest pod błędną nazwą Kotolnica. W  rzeczywistości nazwa Kotolnica dotyczy zboczy Keczki położonych dalej na północ i wyżej, po wschodniej stronie Doliny Wierzbickiej.
Brzezina jest całkowicie zalesiona, ale z trzech stron otoczona jest dużymi łąkami miejscowości Żar. Na łące po zachodniej stronie podnóży Brzeziny znajduje się wylot Doliny Wierzbickiej. Na łące Sihoť po wschodniej stronie Brzeziny wytryska źródło wody mineralnej. Od czerwonego szlaku turystycznego prowadzi do niego krótka ścieżka (3 min, ↓ 5  min). Również południowe i południowo-wschodnie stoki Brzeziny opadają na duże łąki Šuchtárce i Zálazné. Przez Brzezinę prowadzi odcinek Drogi nad Łąkami łączący Dolinę Jałowiecką z Doliną Żarską.

## Szlaki turystyczne
Droga nad Łąkami (fragment): rozdroże pod Tokarnią – Przesieka – Dolina Żarska: 1:40 h, ↓ 1:30 h